# کوتوله (قصه پریان)
کوتوله (به آلمانی: Dat Erdmänneken) یک افسانه آلمانی است که توسط برادران گریم گردآوری شده و در مجموعهٔ داستان های گریم به عنوان افسانهٔ شمارهٔ ۹۱ منتشر شده‌است. این داستان با گویش پایین آلمانی نوشته شده و در دستهٔ افسانه‌های طبقه‌بندی آرن-تامپسون-اوتر با شمارهٔ ATU 301A قرار دارد که معمولاً با عنوان «جستجوی شاهزاده‌خانم‌های ناپدیدشده» شناخته می‌شود.

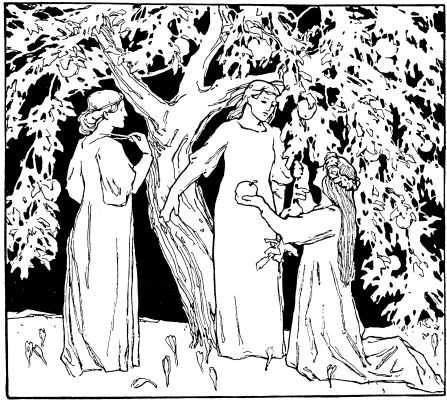
تصویرنگاری ۱۹۰۹

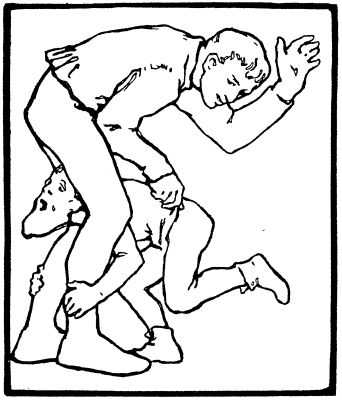
تصویرنگاری ۱۹۰۹

## خلاصه داستان
در سرزمینی دور، پادشاهی زندگی می‌کرد که در باغ قصر خود درختی جادویی داشت. میوه‌های این درخت سمی بودند و هرکس از آن می‌خورد، ناپدید می‌شد و در دل زمین فرو می‌رفت. روزی سه دختر پادشاه تصمیم گرفتند که حقیقت این داستان را آزمایش کنند. کوچک‌ترین آن‌ها گفت پدرش آن‌ها را به این سرنوشت دچار نخواهد کرد. هر سه میوه‌ای خوردند و فوراً در زمین فرو رفتند.
پادشاه نگران و غمگین شد و اعلام کرد که هرکس دخترانش را بازگرداند، می‌تواند با یکی از آن‌ها ازدواج کند. سه شکارچی جوان برای یافتن شاهزاده‌خانم‌ها راهی شدند. آن‌ها به قصری خالی رسیدند که در آن غذاهای آماده روی میز چیده شده بود. تصمیم گرفتند که قرعه‌کشی کنند تا یکی از آن‌ها در قصر بماند و دو نفر دیگر به جستجو ادامه دهند.
اولین نفر در قصر ماند و هنگام خوردن نان با یک کوتوله روبه‌رو شد که تکه‌ای نان خواست. شکارچی با بی‌میلی تکه‌ای نان داد، ولی کوتوله تمام نان را خواست. وقتی شکارچی امتناع کرد، کوتوله او را تا سرحد بی‌هوشی کتک زد. همان اتفاق برای نفر دوم هم افتاد.
اما سومین شکارچی که جوان‌ترین بود، باهوش‌تر و شجاع‌تر از آن دو بود. او به کوتوله اجازه نداد فریبش دهد و با او درگیر شد. کوتوله که مغلوب شده بود، از شکارچی خواست که او را ببخشد و در عوض، راه نجات شاهزاده‌خانم‌ها را به او نشان داد. او به جوان چاهی خشک را نشان داد و هشدار داد که دو برادرش به او خیانت خواهند کرد. سپس ناپدید شد.
سه برادر به چاه رسیدند. اولی و دومی برای پایین رفتن تلاش کردند، اما ترسیدند و بالا آمدند. سومین برادر پایین رفت و در آن‌جا سه شاهزاده‌خانم را یافت که هر کدام توسط اژدهایی نگه‌داری می‌شدند: یکی توسط اژدهایی با ۹ سر، یکی با ۵ سر، و دیگری با ۴ سر. جوان اژدهاها را کشت و شاهزاده‌خانم‌ها را یکی‌یکی با سبدی به بالا فرستاد.
وقتی نوبت خودش رسید، سنگی بزرگ را در سبد گذاشت تا برادرانش را امتحان کند. آن‌ها طناب را بریدند و او را در زیرزمین رها کردند و نزد پادشاه بازگشتند و ادعا کردند که شاهزاده‌خانم‌ها را خودشان نجات داده‌اند.
جوان‌ترین شکارچی در زیرزمین پرسه زد تا اینکه نی‌لبکی یافت. با نواختن آن، کوتوله‌ها یا جن‌هایی ظاهر شدند که او را با خود به سطح زمین آوردند. او به قصر بازگشت و شاهزاده‌خانم‌ها با دیدنش بی‌هوش شدند. پادشاه به آن‌ها اجازه داد تا راز ماجرا را نزد اجاق بگویند، اما خودش مخفیانه گوش می‌داد. حقیقت آشکار شد و پادشاه دو برادر بزرگ‌تر را اعدام کرد و دختر کوچک‌تر را به همسری پسر جوان‌تر درآورد.

## تحلیل داستان
این افسانه نمونه‌ای از «افسانه‌ی سه برادر» است که در آن کوچک‌ترین برادر که معمولاً نادیده گرفته می‌شود، با شجاعت، هوش و اخلاق‌مداری قهرمان می‌شود. عناصر نمادین متعددی در این داستان وجود دارد:
- درخت سمی: نمادی از وسوسه و آزمون سرنوشت است. خوردن میوه‌اش اشاره‌ای به گناه نخستین دارد.
- چاه خشک: در فرهنگ فولکلور دروازه‌ای به جهان زیرین (مرگ یا ناخودآگاه) است.
- کوتوله (یا «اردمَنشن» در نسخهٔ آلمانی): موجودی جادویی که هم آزمون‌گر است و هم راهنما.
- اژدهاهای چندسر: نگهبانان سرزمین تاریکی که غلبه بر آن‌ها نماد بلوغ قهرمان است.
- خیانت برادران: یک عنصر تکراری در افسانه‌ها که نشان‌دهنده‌ی آزمون نهایی برای قهرمان است.

## نسخه‌های مشابه
این افسانه نسخه‌ها و نمونه‌های متعددی در فرهنگ‌های مختلف دارد. مثلاً در افسانه‌ی اسلاوی هانس و کوتوله، قهرمان با کمک همان کوتوله‌ای که قبلاً او و برادرانش را کتک زده بود، شاهزاده‌خانم‌ها را نجات می‌دهد.
در مجارستان، اسلواکی و اسپانیا نیز نسخه‌هایی از این داستان با تفاوت‌هایی روایت شده است که معمولاً شامل سه خواهر ناپدید شده، یک قهرمان فداکار، هیولاهای نگهبان، و خیانت همراهان است.

## در آثار دیگر
- فیلم از آهنگر دلاور (۱۹۸۳، جمهوری چکسلواکی) با الهام از همین داستان ساخته شده‌است که در آن قهرمان، دختر پادشاه را از دنیای زیرین بازمی‌گرداند.
- نسخه‌های بسیاری از این افسانه در مجموعه‌های زبانی دیگر چون لهستانی، نروژی و رومانیایی یافت می‌شود.